# Relations entre la France et la Suède
Les relations entre la France et la Suède sont des relations internationales s'exerçant au sein de l'Union européenne entre deux États membres de l'Union, la République française et le Royaume de Suède. Elles sont structurées par deux ambassades, l'ambassade de France en Suède et l'ambassade de Suède en France.

## Histoire
Le premier contact entre les deux nations eut lieu en 799, lorsque des Vikings pillèrent les côtes du Nord du royaume franc. En 845, les Vikings assiégèrent Paris. Le roi de France Charles le Gros les paya 700 livres pour qu'ils quittent la ville.
En 1498, Louis XII et Jean de Danemark conclurent un traité de paix à visée commerciale. Les matières premières suédoises, dont des peaux, des fourrures, et de la baleine, étaient échangées contre des produits agricoles français et des marchandises venues d'Orient. En 1631, alors que la France et la Suède étaient alliés à l'occasion de la Guerre de Trente Ans, les deux pays signèrent le Traité de Bärwalde, dans lequel la France s'engageait à financer des unités suédoises.
Dans les années 1700, la culture française rayonne dans toute l'Europe. Gustave III, roi de Suède, reçut une éducation française. L'Académie royale suédoise des sciences est inspirée du modèle français, et l'aristocratie suédoise vivait sous influence française.
En 1810, la Suède est vaincue par la Russie, alliée de l'empire napoléonien. La Suède et la France signent le Traité de Paris et la même année, Jean-Baptiste Bernadotte, Maréchal de France, est élu roi de Suède, grâce au soutien de l'armée suédoise. Sa dynastie est aujourd'hui encore sur le trône. À la fin des guerres napoléoniennes, la Suède déclare sa neutralité dans les conflits à venir.

### Conflits mondiaux et guerre froide
La Suède est restée neutre lors de la Première Guerre mondiale et de la Seconde Guerre mondiale. En 1944, un diplomate suédois, Raoul Nordling, entre en contact avec Dietrich von Choltitz afin de limiter les dégâts dans la ville de Paris au moment de la Libération.

## Période contemporaine
En 1995, la Suède rejoint l'Union Européenne, dont la France est un membre fondateur.

### Échanges culturels
15 000 Suédois vivent en France et la Suède accueille 3 500 immigrés français. La Suède et la France sont membres de l'espace Schengen.

### Coopération militaire
La coopération militaire entre la France et la Suède s'exerce dans le cadre de l'OTAN. Lors de la crise libyenne en 2011, l'aviation suédoise est intervenue aux côtés de celle de l'OTAN. Les forces armées suédoises sont également présentes aux côtés des Français dans la zone sahélo-saharienne pour des opérations de maintien de la paix. Un développement significatif s'est produit le 7 mars 2024, date à laquelle la Suède est officiellement devenue le 32e État membre de l'OTAN, concluant ainsi un processus d'adhésion entamé près de deux ans auparavant.

### Liens économiques
Les deux pays sont membres de l'OCDE et de l'union douanière européenne.